# Begoña Alberdi
Begoña Alberdi de Miguel (Barcelona, 1964) és una soprano catalana.
Va patir una infància amb maltractaments, abusos i la mort de familiars propers, però es va sobreposar a les dificultats i va tirar endavant. L'any 1989 guanyà el Concurso Internacional de Canto Julián Gayarre de Pamplona. Guanyà per dos anys de la Marató de Noves Veus organitzada per l'Òpera de Cambra de Catalunya. Segon premi del concurs nacional Eugenio Marco a Sabadell. Va intervenir com a solista amb l'Orquestra del Metropolitan Opera de Nova York a Pamplona.
Durant la crisi del coronavirus, al març de 2020, va assolir gran popularitat quan es va difondre un vídeo en què cantava l'ària "O mio babbino caro" de Puccini per als veïns de la seva illa de l'Eixample. En aquest context va rebre el sobrenom de "soprano de la pandèmia".
El 1989 debutà al Liceu de Barcelona a La fiamma, teatre en què ha arribat a interpretar més de vint papers secundaris en òperes com Jenůfa, Borís Godunov, Manon Lescaut, Die Walküre, Salomé, Una cosa rara, Aida, Beatrice di Tenda, Alcina, Norma, La Favorita, Parsifal, Le nozze di Figaro, Don Giovanni, Peter Grimes, Macbeth, Die tote Stadt, etc. Ha actuat més de 300 vegades al Liceu i als principals teatres d’òpera mundials.
El 2023 el programa Sense Ficció de TV3 li va dedicar un reportatge.